# Oberster Militärrat (Niger)
Der Oberste Militärrat (französisch: Conseil Militaire Suprême) war von 1974 bis 1989 die Militärjunta Nigers.
Das Gremium bestand anfangs aus 15 Offizieren der Nigrischen Streitkräfte, die beim Militärputsch am 15. April 1974 Staatspräsident Hamani Diori stürzten. Diese Mitglieder des Obersten Militärrats waren:
- Seyni Kountché (Vorsitzender)

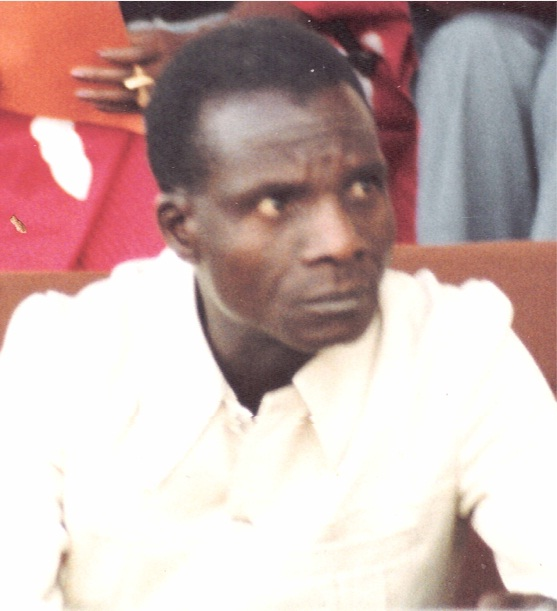
Seyni Kountché, Vorsitzender des Obersten Militärrats (1983)

- Sani Souna Sido (stellvertretender Vorsitzender)
- Moussa Tondi
- Idrissa Arouna
- Mamadou Diallo Sory
- Boulama Manga
- Ali Saibou
- Adamou Moumouni Djermakoye
- François-Robert Wright
- Amadou Seyni Maïga
- Moussa Bayéré
- Dandi Abarchi
- Bagnou Beido
- Mamadou Tandja
- Gabriel Cyrille

Der Vorsitzende des Obersten Militärrats war zugleich der Staatschef Nigers. Weitere Mitglieder waren in der Zivilverwaltung eingesetzt, indem sie Ministerämter übernahmen und als Präfekte den Gesamtstaat in den Departments repräsentierten. Mehrere Mitglieder gerieten in Gegnerschaft zum Vorsitzenden Kountché. Zwei davon wurden hingerichtet, Moussa Bayéré im Jahr 1976 und Sani Souna Sido im Jahr 1977. Gabriel Cyrille kam im Jahr 1975 ins Gefängnis, ebenso Boulama Manga im Jahr 1982. Nachdem die Machtkämpfe innerhalb des Obersten Militärrats offensichtlich wurden, konzentrierte sich die eigentliche Macht im Staat bei den engsten Vertrauten des Vorsitzenden Kountché, zu denen Ali Saibou, Mamadou Tandja und Adamou Moumouni Djermakoye zählten. Das Weiterbestehen des Obersten Militärrats symbolisierte den militärischen Charakter des Regimes. Kountché starb 1987 an Krebs. Sein Nachfolger Ali Saibou löste den Obersten Militärrat 1989 auf, als die Rückkehr des Landes zu einer auf einer Verfassung gegründeten Ordnung abgeschlossen war.